# Gmina Orient (Iowa)
Gmina Orient (ang. Orient Township) – gmina w USA, w stanie Iowa, w hrabstwie Adair. Według danych z 2020 roku gmina miała 504 mieszkańców.